# Rio do Meio (periodiskt vattendrag i Brasilien, Paraíba)
Rio do Meio är ett periodiskt vattendrag i Brasilien.   Det ligger i delstaten Paraíba, i den östra delen av landet, 1 500 km nordost om huvudstaden Brasília.
Omgivningen kring Rio do Meio är huvudsakligen savann. Området är  glesbefolkat, med 8 invånare per kvadratkilometer.